# 曹蓉江
曹蓉江（1918年—），男，江苏南通人，中国有色金属冶金专家，曾任有色金属研究总院高级工程师、博士生导师。